# Henryk Braun
Henryk Braun (ur. 31 marca 1912 w Poznaniu, zm. 16 grudnia 2009) – polski lekkoatleta, długodystansowiec. Medalista mistrzostw świata weteranów w maratonie.
Przez całą karierę reprezentował barwy Warty Poznań. W latach 1929–1939 10-krotnie był uczestnikiem Biegów Kuriera Poznańskiego, konkurując między innymi z Januszem Kusocińskim, Józefem Nojim oraz Stanisławem Petkiewiczem. Specjalizował się w biegu maratońskim. Pierwszy maraton przebiegł w wieku 41 lat, ostatni w 1972, w wieku 60 lat. Dwukrotnie zajmował 7. miejsce w mistrzostwach kraju (Poznań 1957 & Gdańsk 1959). Życiowy sukces odniósł podczas mistrzostw świata weteranów rozegranych we francuskim Perpignan, kiedy to sięgnął po brązowy medal tej imprezy.
Braun był członkiem Międzynarodowej Federacji Weteranów Biegów Długich przy UNESCO. Za popularyzację biegania został laureatem Nagrody im. Tomasza Hopfera (1991). W 2000 nadano mu tytuł honorowego obywatela Dębna Lubuskiego. Wyróżniony Złotą Honorową Odznaką PZLA.

## Rekordy życiowe
- maraton – 3:11:25,6 (1955)